# Гащенка (село)
Га́щенка — село в Свободненском районе Амурской области Россия. Входит в состав Желтояровского сельсовета.

## География
Село находится на правом берегу реки Гащенка, примерно в 8 км до её впадения в Зею, около федеральной автотрассы Чита — Хабаровск, на расстоянии 26 км к северо-востоку (через Юхту-3 и Черниговку) от города Свободный, административного центра района.
От села Гащенка на северо-восток (вверх по правому берегу Зеи) идёт дорога к сёлам Желтоярово, Заган, Новоникольск, Практичи и Сохатино.

## Население
| 2002 | 2010 | 2012 | 2013 | 2014 | 2015 | 2016 |
| ---- | ---- | ---- | ---- | ---- | ---- | ---- |
| 184  | ↘163 | ↗172 | →172 | ↘167 | ↘155 | ↗157 |
| 2017 | 2018 |      |      |      |      |      |
| ↘155 | ↗159 |      |      |      |      |      |

## Улицы
| - ул. Береговая, - ул. Бугристая, - ул. Ветеранов, | - пер. Зелёный, - ул. Строительная, - ул. Школьная. |